# Philometra gaosalis
Philometra gaosalis là một loài bướm đêm trong họ Noctuidae.